# اتحادیه خالیش خالی
اتحادیه خالیش خالی (به لاتین: Khalishkhali Union) یک منطقهٔ مسکونی در بنگلادش است که در Tala Upazila واقع شده‌است.